# Țifești, Vrancea
Țifești este satul de reședință al comunei cu același nume din județul Vrancea, Moldova, România.